# Ursavini
Ursavini es una tribu extinta de mamíferos de la familia Ursidae endémica de Norteamérica, Europa, África y Asia durante el mioceno. Existió durante 20.5 millones del años aproximadamente.
Ursavini fue asignado a Ursinae por Hunt (1998) y Jin et al. (2007) e incluye los géneros Agriotherium, Indarctos y Ursavus.